# Arsenoflorencite-(Nd)
L'arsenoflorencite-(Nd) è un minerale appartenente al gruppo della dussertite, precedentemente classificato nel gruppo della florencite. Il nome deriva dal fatto è l'analogo della florencite-(Nd) contenente arsenico e dal suo contenuto di neodimio. Il minerale è stato trovato soltanto come zone di cristalli complessi quindi i dati non sono sufficienti a caratterizzare il minerale che quindi non è stato sottoposto all'approvazione dall'IMA.

## Morfologia
L'arsenoflorencite-(Nd) è stata individuata solo in zone di granuli complessi pressoché isometrici.

## Origine e giacitura
L'arsenoflorencite-(Nd) è stata trovata in zone di cristalli composti di arsenoflorencite-(La) e crandallite.